# Dimecoenia carrerai
Dimecoenia carrerai är en tvåvingeart som beskrevs av Oliveira 1957. Dimecoenia carrerai ingår i släktet Dimecoenia och familjen vattenflugor. Inga underarter finns listade i Catalogue of Life.